# 수원영통경찰서
수원남부경찰서(水原南部警察署, Suwon Nambu Police Station)는 경기도남부경찰청이 관할하는 경찰서 중 하나이다. 경기도 수원시 권선구 일부지역, 영통구 일부 지역, 팔달구 일부 지역을 관할한다. 경기도 수원시 영통구 매봉로 52 (매탄동)에 위치하고 있다. 2025년 8월 5일, 수원영통경찰서로 명칭이 변경된다.
서장은 경무관으로 보한다.

## 기본 정보
- 주소: 경기도 수원시 영통구 매봉로 52 (매탄동)
- 우편번호: 16528
- 서장 계급: 경무관

## 관할 파출소 및 지구대
수원남부경찰서는 4개의 지구대와 5개의 파출소를 산하에 두고 있다.
| 명칭       | 사진 | 주소                                | 관할구역                                             | 치안센터 |
| ---------- | ---- | ----------------------------------- | ---------------------------------------------------- | -------- |
| 인계파출소 |      | 팔달구 장다리로 312 (인계동)        | 인계동 일부                                          |          |
| 산남지구대 |      | 영통구 매영로 93-18 (매탄동)        | 원천동, 매탄2동, 하동, 매탄3·4동 일부                |          |
| 곡선지구대 |      | 권선구 권중로 77 (권선동)           | 곡반정동, 권선동 일부, 매탄3동 일부                  |          |
| 영통지구대 |      | 영통구 청명로 92 (영통동)           | 영통1·2동                                            |          |
| 매탄지구대 |      | 팔달구 동수원로 403 (인계동)        | 매탄1동, 매탄3동 일부                                |          |
| 세류파출소 |      | 권선구 정조로 370 (세류동)          | 대황교동, 장지동, 세류2동, 세류3동 일부, 권선동 일부 |          |
| 권선파출소 |      | 권선구 권선로669번길 24-23 (권선동) | 권선동 일부, 인계동 일부                             |          |
| 태장파출소 |      | 영통구 영통로 143 (망포동)          | 망포동, 신동                                         |          |
| 광교파출소 |      | 영통구 에듀타운로 82 (이의동)       | 하동, 이의동 일부                                    |          |

## 같이 보기
- 경기도남부경찰청